# Ecdeiocolea
Ecdeiocolea là một chi thực vật có hoa trong họ Ecdeiocoleaceae.